# (25276) Dimai
(25276) Dimai  es un asteroide perteneciente al cinturón de asteroides, descubierto el 15 de noviembre de 1998 por Vittorio Goretti desde el Observatorio de Pianoro, en Italia.

## Designación y nombre
Dimai se designó inicialmente como 1998 VJ33.
Más adelante fue nombrado en honor al astrónomo aficionado italiano y amigo del descubridor Alessandro Dimai (n. 1962).

## Características orbitales
Dimai orbita a una distancia media del Sol de 2,9685 ua, pudiendo acercarse hasta 2,8094 ua y alejarse hasta 3,1275 ua. Tiene una excentricidad de 0,0535 y una inclinación orbital de 8,5670° grados. Emplea en completar una órbita alrededor del Sol 1868 días.

## Características físicas
Su magnitud absoluta es 14,3. Tiene 5,131 km de diámetro. Su albedo se estima en 0,154.